# Sit de cua canyella
El sit de cua canyella (Peucaea sumichrasti) és un ocell de la família dels passerèl·lids (Passerellidae).

## Descripció
Pardal molt local i elusiu, endèmic del sud de l'Istme de Tehuantepec. Se'l troba en zones arbustives i a les vores de bosc tropical al vessant Pacífic. Usualment va en parelles o grups petits, els quals es mantenen en contacte mitjançant petits cors de trins aguts. Generalment es mouen per la baixa entre els arbustos o a terra, però puja a la part alta per cantar. Llueix un doble bigoti negre, rosat a la base del bec i una cua llarga ataronjada que li dona nom.

## Hàbitat i distribució
Habita zones amb matolls àrids del vessant del Pacífic del sud-oest de Mèxic a Oaxaca i l'extrem sw Chiapas.